# Стереотипи о Јеврејима
Стереотипи о Јеврејима су генерализоване представе о Јеврејима, често карикиране и предрасудне те антисемитске природе.
Уобичајени предмети, фразе и традиције користе се како би се нагласила или исмејала јеврејска припадност. Ово укључује јеврејску мајку која се жали и намеће осећај кривице, често уз кротког и финог јеврејског дечака, те размажену и материјалистички настројену јеврејско-америчку принцезу.

## Врсте стереотипа

### Физичке карактеристике
У карикатурама и стриповима, Ашкенази се обично приказују са великим орловским носевима и тамним, ситним очима са спуштеним капцима. Преувеличане или гротескне црте јеврејског лица биле су главна тема у нацистичкој пропаганди. Лик Ватоа из филма Ратови звезда: Епизода I — Фантомска претња (1999) поређен је са традиционалним антисемитским карикатурама.

#### Нос
Идеја о великом или орловском „јеврејском носу” остаје једна од најраспрострањенијих и најдефинишућих карактеристика за означавање некога као Јеврејина. Овај распрострањени стереотип може се пратити до 13. века, према историчарки уметности Сари Липтон. Иако приказ кукастог носа потиче из 13. века, укоренио се у европској имагинацији много векова касније. Најранији запис антијеврејске карикатуре је детаљан цртеж приказан у горњој маргини пореског документа енглеске краљевске благајне (Exchequer Receipt Roll) из 1233. године. Он приказује три Јеврејина поремећеног изгледа унутар замка, као и Јеврејина у средини замка са великим носем. Сатирична антисемитска књига из 1893. године Оперисани Јеврејин врти се око заплета о естетској хирургији као „леку” за јеврејство.

#### Коса
У европској култури, пре 20. века, риђа коса се често идентификовала као карактеристична негативна јеврејска особина. Ово је првенствено настало из хришћанских предрасуда укорењених у европском фолклору, где је црвена коса симболизовала паклене ватре и често се повезивала са архетипским карикатурама демона. Резултат тога је да се црвена коса посебно блиско повезивала са Јудом Искариотским, који се обично приказивао са црвеном косом. Током шпанске инквизиције, сви они са црвеном косом идентификовани су као Јевреји. У Италији, црвена коса се повезивала са италијанским Јеврејима. У средњовековном европском фолклору, „Црвени Јевреји” су били полу-фиктивна група црвенокосих Јевреја, иако ова прича има нејасно порекло.
Делом због њиховог блискоисточног етничког порекла, Јевреји се често приказују као тамнопути и длакави, понекад повезани са коврџавом текстуром косе познатом као „Џуфро”.
Руке
Током пропагандне кампање из нацистичке ере против Јевреја, понављале су се тврдње да се Јевреји могу препознати по употреби руку док говоре: „Јеврејин помера руке док говори”. Ово је еволуирало у модерне стереотипе о Јеврејима, слично као и други у Европи, попут Италијана који говоре рукама.

### Понашање

#### Комуникација
Познати стереотип о јеврејској комуникацији је склоност да се на питање одговори питањем. Овај стереотип у великој мери произилази из нагласка на постављању питања у јеврејском образовању; партнерства хаврута осмишљена су око испитивања талмудских текстова, који су структурирани око испитивања различитих талмудских текстова, који су пак структурирани око испитивања Торе. Ова традиција, међу осталима које су осмишљене да подстичу вредност לדור ודור (учење „с колена на колено”), као што су четири питања на Пасху, помогла је у стварању културе структуриране дебате.
Јевреји, посебно Ашкенази, такође се стереотипно приказују као мелодраматични и претерано (а понекад и комично) склони жаљењу. Јидишка реч за такво понашање је kvetshn. Мајкл Векс, у својој књизи Born to Kvetch, истиче да ово може бити стварни културни феномен јидишкајта; „Док се одговарање на једну жалбу другом обично сматра мало претераним у енглеском језику, јидиш има тенденцију да примени хомеопатски приступ kvetch: слично лечи слично, а kvetch лечи kvetch. Најбољи одговор на жалбу је друга жалба, антисептички контра-kvetch који онемогућава даље кукање било коме осим вама.”

#### Похлепа
Јевреји су често стереотипно приказивани као похлепни и шкрти. Ово потиче из средњег века када је Црква забрањивала хришћанима да позајмљују новац уз наплату камате (пракса која се називала зеленаштво, иако је реч касније добила значење наплате прекомерне камате). Јеврејима су законски била ограничена занимања која су хришћанима обично била забрањена, па су се многи бавили позајмљивањем новца. То је током средњег века и ренесансе довело до повезивања Јевреја са похлепним праксама.
Публикације попут Протоколи сионских мудраца и књижевна дела попут Млетачки трговац Вилијама Шекспира и Оливер Твист Чарлса Дикенса учврстили су стереотип о поквареном Јеврејину. Дикенс је касније изразио жаљење због свог приказа Фејгина у роману и ублажио је референце на његово јеврејство. Поред тога, лик господина Риаха у његовом каснијем роману Наш заједнички пријатељ је љубазан јеврејски поверилац и можда је створен као извињење за Фејгина. Мање значајне референце у Хиљаду и једна ноћ, Три мускетара па чак и у Ханс Бринкер примери су распрострањености ове негативне перцепције. Неки, попут Пола Волкера, сугеришу да је преваленција овог стереотипа у Сједињеним Државама опала. Телефонска анкета спроведена 2009. године од стране Антидифамацијске лиге на узорку од 1.747 одраслих Американаца показала је да 18% верује да „Јевреји имају превише моћи у пословном свету”, 13% да су „Јевреји спремнији од других да користе сумњиве праксе како би добили оно што желе”, а 12% да „Јевреји нису једнако поштени као други пословни људи”.
Јеврејска штедљивост, опрезност и похлепа су међу типичним темама у вицевима о Јеврејима, чак и у јеврејском хумору.

#### Интелигенција
Постоји стереотип који сугерише да су Јевреји (често посебно Ашкенази, иако историјски понекад и Сефарди) интелигентнији од других људи. Ова идеја, такође названа „јеврејски геније”, појавила се током 19. века у контексту научног расизма. Неке публикације из 20. и 21. века, нарочито веома контроверзна књига The Bell Curve, сугерисале су да је то подржано резултатима истраживања коефицијента интелигенције, иако је идеју темељно критиковао Сандер Л. Гилман, који ју је описао као „расни мит”.

### Стереотипни ликови

#### Лепа Јеврејка
Лепа Јеврејка (La belle juive) био је књижевни стереотип из 19. века. Лик који одговара овом опису често се повезује са изазивањем сексуалне пожуде, искушења и греха. Њене особине личности могле су бити приказане или позитивно или негативно. Типичан изглед лепе Јеврејке укључивао је дугу, густу, тамну косу, велике тамне очи, маслинасту боју коже и безвољан израз. Пример овог стереотипа је Ребека у роману Ајванхо сер Волтера Скота. Други пример је Миријам у романси Мраморни фаун Натанијела Хоторна.

#### Јеврејска мајка
Стереотип јеврејске мајке је истовремено уобичајен стереотип и типски лик који користе јеврејски, али и нејеврејски комичари, телевизијски и филмски сценаристи, глумци и аутори у Сједињеним Државама и другде. Стереотип генерално укључује мајку која је зановетало, гласна, манипулативна, веома причљива, презаштитничка, гуши и доминантна, која упорно се меша у животе своје деце дуго након што су одрасли и одлична је у томе да својој деци наметне осећај кривице због поступака који су јој можда нанели патњу. Стереотип је детаљно описан у бестселер хумористичној књизи Дена Гринберга из 1964. године, Како бити јеврејска мајка: Веома диван приручник за обуку.
Стереотип јеврејске мајке такође може укључивати мајку пуну љубави и претерано поносну, која је веома дефанзивна према својој деци пред другима. Као и стереотипи о италијанским мајкама, ликови јеврејских мајки често су приказани како кувају за породицу, наговарају вољене да једу више и поносе се својом храном. Храњење вољене особе карактерише се као продужетак жеље да се брине о онима око себе. Лиса Аронсон Фонтес описује стереотип као једну од „бескрајне бриге и безграничне самопожртвованости” мајке која своју љубав показује „сталним прехрањивањем и непрестаном бригом за сваки аспект добробити своје деце и мужа”.
Могуће порекло овог стереотипа је истраживање антрополога Маргарет Мид о европском штетлу, које је финансирао Амерички јеврејски комитет. Иако су њени интервјуи на Универзитету Колумбија са 128 Јевреја рођених у Европи открили широк спектар породичних структура и искустава, публикације које су произашле из ове студије и бројни цитати у популарним медијима резултирали су стереотипом јеврејске мајке: жене која је интензивно пуна љубави, али контролише до те мере да гуши и покушава да изазове огроман осећај кривице код своје деце кроз бескрајну патњу коју тврди да је доживела због њих. Стереотип јеврејске мајке, дакле, има порекло у америчкој јеврејској заједници, са претходницима који су настали у источноевропским гетима. У Израелу, са разноликошћу порекла из дијаспоре и где је већина мајки Јеврејка, иста стереотипна мајка позната је као пољска мајка (אמא פולנייה).
Комичар Џеки Мејсон описује стереотипне јеврејске мајке као родитеље који су постали стручњаци у уметности задиркивања своје деце, те имају почасне дипломе из „јеврејске акупунктуре”. Рапопорт примећује да вицеви о овом стереотипу мање почивају на антисемитизму, а више на родним стереотипима. Вилијам Хелмрајх се слаже, примећујући да се атрибути јеврејске мајке – презаштићеност, наметљивост, агресивност и изазивање кривице – могу једнако приписати мајкама других етничких група, од Италијанки преко црнкиња до Порториканки. У књизи Како бити јеврејска мајка, аутор у предговору каже да није неопходно бити ни Јеврејин ни мајка да би се била јеврејска мајка.
Повезаност овог иначе родног стереотипа са јеврејским мајкама посебно, према Хелмрајху, произилази из важности коју јудаизам традиционално придаје дому и породици, те важној улози мајке у тој породици. Јудаизам, као што је илустровано у Библији (нпр. Жена јунакиња) и другде, уздиже мајчинство и повезује мајке са врлинама. Ово уздизање је додатно појачано сиромаштвом и тешкоћама источноевропских Јевреја који су емигрирали у Сједињене Државе (током периода од 1881. до 1924. године, када се догодио један од највећих таласа такве имиграције), где су захтеви за тешким радом родитеља преношени на њихову децу путем кривице: „Ми радимо тако напорно да бисте ви били срећни.” Други аспекти стереотипа укорењени су у тежњи тих имигрантских јеврејских родитеља да њихова деца успеју, што је резултирало притиском за савршенством и сталним незадовољством било чиме мањим: „Дакле, добио си четворку? То је могла бити петица.” Хартман примећује да је корен стереотипа у самопожртвованости прве генерације имиграната, који нису могли у потпуности искористити америчко образовање, и последичном преношењу својих тежњи за успехом и друштвеним статусом са себе на своју децу. Јеврејска мајка стиче посредни друштвени статус из постигнућа своје деце, тамо где сама није у стању да постигне такав статус.
Једна од најранијих фигура јеврејске мајке у америчкој популарној култури била је Моли Голдберг, коју је глумила Гертруда Берг, у ситуационој комедији Голдбергови на радију од 1929. до 1949. и на телевизији од 1949. до 1955. године. Али стереотип, како је постао схваћен у 20. веку, илустрован је другим књижевним ликовима. Ту спадају Роуз Моргенстерн из романа Марџори Морнингстар Хермана Вука из 1955, госпођа Патимкин из Збогом, Колумбусе Филипа Рота, и Софи Гински Портној из Портнојева бољка такође од Рота. Карактеризација Марџори Морнингстар и Софи Портној од стране Силвије Барак Фишман је да су обе „снажне јеврејске жене које покушавају да контролишу свој живот и догађаје око себе”, које су „интелигентне, артикулисане и агресивне”, које не прихватају живот пасивно, већ покушавају да обликују догађаје, пријатеље и породице како би одговарали њиховим визијама идеалног света.
Јеврејска мајка је постала један од два стандардна женска јеврејска лика у књижевности 20. века, док је други била Јеврејско-америчка принцеза. Фокус стереотипа се такође разликовао од својих претходника. Јеврејски писци су раније користили стереотип доминантне матроне, али фокус никада није био на жени, већ на неефикасном мушкарцу којим је она доминирала из нужде. Фокус стереотипа јеврејске мајке који се појавио заснован је на промени економских околности америчких Јевреја током 20. века. Амерички Јевреји више нису били имигранти прве генерације који се боре, живећи у сиромашним квартовима. Радна етика „жене-војника” јеврејских жена, и нивои анксиозности и драматизације њихових живота, сматрани су претераним за стилове живота који су (за Јевреје средње класе) постали много сигурнији и приградски до средине века. Јеврејска књижевност се усредсредила на разлике између јеврејских жена и онога што су Јевреји видели као различите идеализоване погледе на америчке жене, „плавуша-бомба”, „секс-мачкица”, или слатка, послушна плавуша „пита од јабука” која увек подржава свог мушкарца. Насупрот томе, јеврејски писци су и даље артикулисану и интелигентну јеврејску жену видели као, у поређењу, наметљиву, нерафинирану и непривлачну.
Фишман описује стереотип јеврејске мајке који су користили мушки јеврејски писци као „гротескну слику у огледалу пословичне Жене јунакиње”. Јеврејска мајка је била жена која је имала сопствене идеје о животу, која је покушавала да освоји своје синове и мужа, и користила храну, хигијену и кривицу као своје оружје. Као и Хелмрајх, Фишман примећује да, иако је почео као универзални родни стереотип, илустрован критиком „момизма” Ерика Ериксона 1950. и нападом Филипа Вајлија у његовој књизи из 1942. Generation of Vipers на „драгу стару маму” која веже целу мушку Америку за своје кецеље, брзо је постао снажно повезан са јеврејским мајкама, делом зато што је идеја постала ослонац јеврејско-америчке фикције.
Овај стереотип је имао мешовит пријем средином 20. века. У свом есеју из 1967. „У одбрану јеврејске мајке”, Зина Смит Блау бранила је стереотип, тврдећи да циљеви, усађивање врлина које су резултирале успехом, оправдавају средства, контролу кроз љубав и кривицу. Везаност за маму држала је јеврејске дечаке подаље од „нејеврејских пријатеља, посебно оних из сиромашних, имигрантских породица руралног порекла у којима родитељи нису ценили образовање”. Један пример стереотипа, како се развио до 1970-их, био је лик Ајде Моргенстерн, мајке Роде Моргенстерн, која се први пут појавила у споредној улози у серији The Mary Tyler Moore Show, а касније се појавила као стални лик у њеном спин-офу Рода.
Према Алиси Лебоу, крајем 20. и почетком 21. века, стереотип јеврејске мајке је „нестао” из филмова. Она примећује да се чини да није било свесног напора сценариста или филмских стваралаца да преправе или промене стереотип, у складу са неком ревизионистичком агендом, већ је једноставно заостао за једну генерацију. Упркос томе, концепт јеврејске мајке се и даље може видети у популарној култури иако опада у филму. Једна употреба тропа-стереотипа јеврејске мајке може се видети у популарној телевизијској емисији Штребери, која је премијерно приказана 2007. године, а играла ју је лик мајке Хауарда Воловица, која се чује само као гласовни лик. Госпођа Воловиц је гласна, доминантна и презаштитничка према свом сину. У телевизијској емисији Саут Парк, Шила Брофловски, мајка главног лика Кајла Брофловског, је Јеврејка и представља карикатуру стереотипа повезаних са њеном етничком припадношћу и улогом, као што су гласно говорење, нагласак из Њу Џерзија и презаштићеност према сину. Овај лик се такође може видети код мајке Џорџа Костанзе у Сајнфелду, и Данијеле Пагуро, мајке главног лика филма Лука.

#### Јеврејско-америчка принцеза
Јеврејско-америчка принцеза (Jewish-American princess, скраћено JAP) је пејоративни стереотип који приказује неке више средње класе јеврејске жене као размажене, имплицирајући осећај повлашћености и себичност, што се приписује размаженом или богатом пореклу. Овај стереотип о америчким јеврејским женама често је приказиван у савременим америчким медијима од средине 20. века. „JAP-овке” се приказују као навикнуте на привилегије, материјалистичне и неуротичне. Пример хумористичне употребе овог стереотипа појављује се у песми „Jewish Princess” на албуму Френка Запе Sheik Yerbouti. Женске јеврејске комичарке попут Саре Силверман такође су сатиризовале овај стереотип, као и филмски стваралац Роберт Таунсенд у својој комедији B*A*P*S (види и Црна америчка принцеза за више информација о овом сродном пејоративном стереотипу).
Према Ребеки Алперт, стереотип о јеврејско-америчкој принцези није се појавио пре Другог светског рата и „својствен је америчкој сцени”. Године 1987. Амерички јеврејски комитет одржао је конференцију о „Тренутним стереотипима о јеврејским женама” на којој је тврђено да такви вицеви „представљају поновни успон сексистичких и антисемитских увреда које маскирају привид мизогиније.”
Стереотип је делимично био конструкт и популаризован од стране неких послератних мушких јеврејских писаца, нарочито Хермана Вука у његовом роману из 1955. Марџори Морнингстар и Филипа Рота у његовом роману из 1959. Збогом, Колумбусе, са протагонистима који се уклапају у стереотип.
Израз „JAP” и с њим повезани стереотип први пут су привукли пажњу почетком 1970-их објављивањем неколико не-фикционалних чланака као што је чланак Барбаре Мејер у Космополитану „Секс и јеврејска девојка” и насловни чланак из 1971. у часопису New York Џули Баумголд, „Упорност јеврејске принцезе”. „JAP” вицеви су постали распрострањени крајем 1970-их и почетком 1980-их. Према Рив-Елен Прел, успон JAP стереотипа до изражаја 1970-их резултат је притисака на јеврејску средњу класу, који су је приморали да одржава видљиво богат начин живота чак и док је послератно благостање опадало. Концепт је био мета вицева и као резултат тога, многи су га исмевали, укључујући и Јевреје. Свемирске кугле Мела Брукса имале су лик по имену принцеза Веспа (Дафни Зунига), која је изјавила: „Ја сам Веспа, кћи Роланда, краља Друида!” Капетан Лонстар (Бил Пулман) се пожалио: „Само нам је још то требало, друидска принцеза!” Барф (Џон Кенди) је додао: „Смешно, не изгледа друидски!”
Стереотипни субјект, како је описано у овим изворима, претерано је размажен пажњом и новцем од стране родитеља, што резултира тиме да принцеза има нереална очекивања, као и осећај кривице, праћен вештином манипулације кривицом код других, што доводи до мањкавог љубавног живота. Стереотип је описан као „сексуално репресивна, егоцентрична, материјалистична и лења жена,” која је „размажена, претерано забринута за изглед и равнодушна према сексу”, при чему је последња особина најизраженија. Стереотип такође приказује односе са слабим мушкарцима који се лако контролишу и спремни су да потроше велике количине новца и енергије како би поново створили динамику коју је имала током свог одрастања. Ови мушкарци су обично потпуно задовољни тиме што удовољавају њеним бескрајним потребама за храном, материјалним добрима и пажњом.
Стереотип је често, мада не увек, основа за вицеве како унутар, тако и изван јеврејске заједнице. Френк Запа је оптужен за антисемитизам због своје песме из 1979. „Jewish Princess”, која описује пожуду наратора за „злочестом малом јеврејском принцезом / Са дугим лажним ноктима и фризуром која се испира”. Запа је више пута негирао антисемитску намеру и одбијао да се извини на основу тога што он није измислио концепт и даље је приметио да жене које се уклапају у стереотип заиста постоје. Последњих година, неке јеврејске жене су покушале да реапроприрају израз „JAP” и уграде га као део културног идентитета. Такође је критикован као сексистички и због пејоративног означавања младих одраслих јеврејско-америчких жена као размажених и материјалистичних. Забринутост због инцидената у којима се стереотип JAP пејоративно користи на колеџима и универзитетима забележена је у новинама, часописима и академским журналима.
Америчка телевизијска емисија Луда бивша девојка, коју је креирала Рејчел Блум, садржи пародијску песму која се може видети као истовремено сатиризовање и прихватање овог тропа. „JAP Battle” се појављује у првој сезони у епизоди „Josh and I Go to Los Angeles!”. Рејчел Блум и њен лик Ребека Банч су обе Јеврејке.

#### Јеврејски адвокат
Концепт „јеврејског адвоката” је стереотип о Јеврејима, који Јевреје и јеврејске адвокате приказује као паметне, похлепне, експлоататорске, непоштене и приказује их како се упуштају у моралну изопаченост и прекомерни легализам. Тед Мервин пише да је у Сједињеним Државама овај стереотип постао популаран средином до краја 20. века, када су Јевреји почели да улазе у правну професију. Јевреји су ушли у америчку правну професију деценијама пре средине 20. века – до времена Велике депресије, многи Јевреји су се већ етаблирали као адвокати.
Типски лик јеврејског адвоката често се појављује у популарној култури. Џеј Мајклсон пише у The Jewish Daily Forward да је лик Мориса Ливија у драмској серији Доушници, кога игра Мајкл Костроф, стереотипан, са „њујоршким нагласком и квинтесенцијалном бледом кожом, смеђом косом и ашкенаским носем типичног америчког Јеврејина”. Ово стереотипизирање је пародирано у Чиста хемија и њеној спин-оф серији Боље позовите Сола, где је лик Сол Гудман ирско-амерички адвокат који се претвара да је јеврејско-амерички за своје клијенте, верујући да га то чини компетентнијим као адвоката. У Без одушевљења, молим, Лари Дејвид (глумећи фикционализовану верзију себе) отпушта свог адвоката за развод Берга, који се такође претвара да је Јеврејин, и унајмљује јеврејског адвоката уместо њега.

#### Добар јеврејски дечко
Добар јеврејски дечко (nice Jewish boy, NJB) је стереотип о јеврејској мужевности који кружи унутар америчке јеврејске заједнице, као и у мејнстрим америчкој култури. Јеврејски мушкарци су историјски сматрани ефеминизираним, посебно у контрасту са насилнијом мужевношћу римског друштва из којег је настао рабински јудаизам. Јеврејска мужевност ставља већи нагласак на учење и академске подухвате него на физичку снагу. Међутим, мушки Јевреји су такође означавани као феминизирани у антисемитском контексту. Некада је чак постојало широко распрострањено веровање да јеврејски мушкарци имају менструацију. Овај троп је произашао из веровања да је обрезање еквивалентно кастрацији. Јеврејским мушкарцима су често приписиване женске физичке и менталне особине како би се означили као мањкави у поређењу са доминантном идејом мужевности. На пример, крајем 19. века, јеврејски мушкарци су приказивани са уским грудима, гојазношћу и хистеријом, што су све традиционално женске карактеристике. Идеја да су јеврејски мушкарци ефеминизирани чак је нашла свој пут у нацистичке расне теорије које су усвојиле тврдњу аустријског филозофа Ота Вајнингера да је „Јеврејин више засићен женственошћу него Аријевац”. У Израелу и деловима дијаспоре који су били изложени снажном утицају америчких медија који користе овај приказ, стереотип је стекао популарно признање у мањој мери.
Квалитети који се приписују добром јеврејском дечку изведени су из ашкенаског идеала אײדלקײַט („племенитост” или „деликатност” на јидиш)-у. Према књизи Unheroic Conduct Данијела Бојарина (University of California Press, 1997), eydlkayt обухвата студиозност, нежност и осетљивост за које се каже да одликују талмудског учењака и чине га атрактивним брачним партнером.

Отпор који јеврејски мушкарац може пружити овој слици у својој потрази да постане „обичан момак” нашао је своје место у јеврејско-америчкој књижевности. Норман Подхорец, бивши уредник часописа Commentary, дао је следећи коментар о књижевним и „ваннаставним” активностима Нормана Мејлера:
Провео је цео свој живот покушавајући да искорени оно што је сам назвао 'добрим јеврејским дечком' из своје душе, што је један од разлога зашто је урадио толико нечувених ствари и упадао у невоље, укључујући и са полицијом. То је део покушаја да се превазиђе тај доживотни страх од тога да будеш мекушац.
За полу-аутобиографског аватара Филипа Рота, Алекса Портноја, ни добар јеврејски дечко ни његови агресивније мужевни пандани (груби Jewboy, „све-амерички” хокејаш) не показују се као прихватљиви идентитети за постизање. Непрекидно колебање између та два подстиче Портнојева бољка.

## Историја
Мартин Маргер пише: „Скуп различитих и доследних негативних стереотипа, од којих неки сежу чак до средњег века у Европи, примењиван је на Јевреје.” Антисемитске клевете попут крвна клевета први пут су се појавиле у 12. веку и биле су повезане са нападима и масакрима над Јеврејима. Ови стереотипи имају паралелу у ранијим (7. век) списима Курана који наводе да су беда и нискост утиснути на Јевреје, те да их је посетио гнев од Алаха јер нису веровали у Алахова откровења и неправедно су убијали пророке. И због њиховог узимања зеленашке камате, што им је било забрањено, и због њиховог конзумирања богатства људи под лажним изговором, припремљена им је болна казна.

### Средњовековна Европа
Приказ Јевреја као историјских непријатеља хришћанства и хришћанског света представља најштетнији антијеврејски стереотип који се огледа у књижевним делима насталим од краја десетог до почетка дванаестог века. Јевреји су често приказивани као сатански савезници, или као сами ђаволи и „инкарнације апсолутног зла.” Физички, Јевреји су приказивани као претећи, длакави, са чиревима, брадавицама и другим деформитетима, а понекад су приказивани са роговима, расцепканим копитама и реповима. Таква слика је коришћена вековима касније у нацистичкој пропаганди 1930-их и 1940-их. Ова пропаганда се ослањала на јеврејске стереотипе да би објаснила тврдњу да јеврејски народ припада „инфериорној” раси.
Иако Јевреји у антици нису били посебно повезани са позајмљивањем новца, стереотип о њима у тој улози први пут се развио у 11. веку. Џонатан Франкел примећује да, иако је овај стереотип био очигледна преувеличавање, имао је чврсту основу у стварности. Иако нису сви Јевреји били лихвари, забрана зеленаштва од стране Католичке цркве значила је да су Јевреји били главни представници тог заната.

### Сједињене Америчке Државе
Дејвид Шнајдер пише: „Три велике групе особина су део јеврејског стереотипа (Wuthnow, 1982). Прво, Јевреји се виде као моћни и манипулативни. Друго, оптужени су да деле своју лојалност између Сједињених Држава и Израела. Трећи скуп особина тиче се јеврејских материјалистичких вредности, агресивности, клановске повезаности.”
Око трећина јеврејског становништва Европе емигрирала је у деветнаестом и раним деценијама двадесетог века. Око 80 процената тих емиграната изабрало је Америку. Иако нема сумње да је европски приказ Јевреја утицао на Сједињене Државе, није било огромних масакра, погрома или правних ограничења за Јевреје. На основу чињенице да се Америка састоји од имиграната, идентитет америчких Јевреја описује се као „флуидан, подложан преговорима и веома добровољан.” Унутар првих јеврејских заједница, колоније су Јеврејима дале прилику да живе отворено као Јевреји. Став према Јеврејима у очима колонијалних власти био је да они носе неколико предности за пословање. Већина Јевреја се населила у лучким градовима и напредовала у трговини ослањајући се на породичне и заједничке везе за преговарање. Путујућа трговина, посебно, побољшала је слику о Јеврејима у очима раних Американаца који су их пуштали у своје домове, хранили их и понекад им дозвољавали да преноће у њиховом дому. Путујућа трговина је дала прилику да се одбаце стереотипи о спољашњем изгледу. Коментатори су приметили да су често носили прслук и кравату, са цилиндром на глави. Јер су схватили да би купац мање вероватно отворио врата оронулом, прљавом човеку, него човеку у елегантној одећи.
Од 1914. до 1918. године, Први светски рат је обликовао идентитет и ставове америчких Јевреја на боље, иако је то засењено разарањем и катастрофом Другог светског рата. По први пут, амерички Јевреји су виђени као велики филантропи, што је данас централни део америчког јудаизма. Стереотип о похлепи и шкртости је био оспорен. Помоћ је пружана Јеврејима у иностранству од стране нове организације, Америчког јеврејског здруженог дистрибутивног комитета. До краја рата, Комитет је прикупио више од 16,5 милиона долара, што је данас еквивалентно око 260 милиона долара. Међутим, ставови према Јеврејима су се променили после Првог светског рата; период 1920–1940. видео је амерички антисемитизам на свом врхунцу. Многи левичарски Јевреји су показивали симпатије према, или чак подржавали, Руску револуцију. Јевреји су били импресионирани посвећеношћу Совјета да Јеврејима дају једнака грађанска, политичка и национална права, што је подстакло теорије завере о јеврејским заверама. Покрети за ограничавање имиграције, као што је Закон о имиграцији из 1924., често су имали појединце који су изражавали сумњу и мржњу према Јеврејима. У интелектуалном контексту, друштвени научници су постављали питања попут: „Хоће ли Јевреји икада изгубити свој расни идентитет?” и „Да ли су Јевреји инфериорна раса?” Године 1938, према истраживањима јавног мњења, око 50 посто Американаца имало је лоше мишљење о Јеврејима. Американци су и даље веровали да су Јевреји непоуздани и непоштени. Многи су се надали да ће расни стереотипи нестати ако Јевреји раде на томе да се обликују. Огроман напор је уложен у јеврејске добротворне организације, посебно за нове имигранте, као одговор на антисемитизам у Америци.
Двадесет година након Другог светског рата сматрају се „златним добом” америчких Јевреја због тријумфа „просперитета и богатства, субурбанизације и прихватања, тријумфа политичког и културног либерализма, и експанзивности неограничених могућности.” Јевреји су учествовали у америчкој култури, укључујући индустрију забаве и филма, оглашавање и организоване спортове, посебно бејзбол. У новије време, утврђено је да су бенигни стереотипи о Јеврејима преовлађујући у односу на слике отворено антисемитске природе. Антидифамацијска лига (ADL) објавила је националне телефонске анкете како би анализирала америчка уверења о Јеврејима. Лига је закључила да је 2007. године 15% Американаца, скоро 35 милиона одраслих, имало „несумњиво антисемитске” погледе на Јевреје. Више од четвртине, 27% Американаца верује да су Јевреји одговорни за смрт Исуса. Са позитивније стране, многи Американци имају позитивне погледе на Јевреје у вези са етиком и породицом. Око 65% Американаца верује да Јевреји имају „посебну посвећеност социјалној правди и грађанским правима.” Око 79% Американаца верује да Јевреји стављају „нагласак на важност породичног живота.”

## У популарној култури
Јеврејски стереотипи у књижевности еволуирали су током векова. Према Луису Харапу, скоро сви европски писци пре двадесетог века који су укључивали јеврејске ликове у своја дела пројектовали су стереотипне приказе. Харап наводи Натан Мудри (1779) Готхолда Лесинга као први пут да су Јевреји у уметности приказани као „људска бића, са људским могућностима и карактеристикама.” Харап пише да постојаност јеврејског стереотипа током векова сугерише некима да је „третман Јевреја у књижевности био потпуно статичан и суштински непромењен променама у јеврејској ситуацији у друштву како се то друштво само мењало.” Он супротставља супротстављене погледе представљене у две најопсежније студије о јеврејским ликовима у енглеској књижевности, једној од Монтагјуа Франка Модера и другој од Едгара Розенберга. Модер тврди да писци увек „одражавају став савременог друштва у свом приказу јеврејског лика и да се приказ мења са економским и друштвеним променама сваке деценије.” Насупрот Модеровом „историјском образложењу”, Розенберг упозорава да таква перспектива „може занемарити масивну трајност стереотипа”. Харап сугерише да је понављање јеврејског стереотипа у књижевности само по себи један од показатеља континуираног присуства антисемитизма међу онима који конзумирају књижевност.
Историчар Гари Розеншилд пише да док су Совјети донели законе који су антисемитизам против Јевреја чинили „технички злочином, а како се политичка репресија повећавала, и јеврејски и нејеврејски аутори избегавали су приказивање Јевреја у својим делима”, стереотипни приказ Јевреја је „цветао” међу делима истакнутих британских, ирских и америчких аутора као што су Дороти Ричардсон, Вирџинија Вулф, Т. С. Елиот, Ивлин Во, Џејмс Џојс, Езра Паунд и Грејам Грин (са ликовима као што су Шајлок, Фејгин и Свенгали). Розеншилд пише да су међу многим ауторима који су користили стереотипне приказе Јевреја у својим делима, Т.С. Елиот и Езра Паунд добили највише пажње у модерној историографији. Елиот је оптужен за антисемитизам од стране Џона Гроса и Ентонија Џулијуса, док је Езра Паунд био самопроглашени антисемита, који је имао неколико емисија за италијанску владу, окривљујући Други светски рат за зеленаштво и Јевреје.
Стереотипни прикази Јевреја у америчкој књижевности почели су да се појављују око 1890-их. Иако су се јеврејски стереотипи прво појавили у делима нејеврејских писаца, после Другог светског рата често су сами јеврејско-амерички писци евоцирали такве стереотипне слике. Распрострањеност антисемитских стереотипа у делима таквих аутора понекад се тумачила као израз самомржње; међутим, јеврејско-амерички аутори су такође користили ове негативне стереотипе како би их побили.

### Џуфејс
Шаблон:Више слика
„Џуфејс” (Jewface) је био водевиљски наступ који је постао популаран међу ашкенаским Јеврејима који су емигрирали у Сједињене Државе 1880-их. Име је алузија на израз „блекфејс”, а наступ је укључивао извођаче који су глумили јеврејске стереотипе, носећи велике кит-носеве, дуге браде и поцепану одећу, и говорећи са дебелим јидиш нагласком. Ране приказе изводили су нејевреји, али су Јевреји убрзо почели да производе сопствене „Џуфејс” наступе. До почетка 20. века, скоро сви „Џуфејс” глумци, менаџери, агенти и публика били су Јевреји. „Џуфејс” је укључивао јеврејску дијалекатску музику, коју су писали текстописци са Тин Пан Алија. Ови водевиљски наступи били су контроверзни у то време. Године 1909. један истакнути реформски рабин је рекао да је комедија попут ове „узрок већих предрасуда према Јеврејима као класи него сви други узроци заједно,” и исте године Централна конференција америчких рабина осудила је ову врсту комедије.
Дана 16. маја 2014, репер Маклмор одржао је наступ у Experience Music Project где се обукао као антисемитска карикатура.
Изложба Jewface: "Yiddish" Dialect Songs of Tin Pan Alley у YIVO институту за јеврејска истраживања (новембар 2015. до јуна 2016, кустос Еди Портној) била је фокусирана на нотне записе ове врсте комедије и користила је збирку нотних записа Џоди Розен.

## Јевреји у политици
Истраживања о гласању у Сједињеним Државама показала су да стереотипи играју кључну улогу у доношењу одлука гласача на свесном и подсвесном нивоу. Јеврејски политички кандидати стереотипно се сматрају либералима. Од када су се интензивно укључили у политику и изборни процес 1930-их, јеврејски лидери и гласачи заузимали су либералне ставове о бројним питањима. Одатле је стереотип растао и сада се подразумева, иако није увек тачан. Пример тога догодио се на председничким изборима 2000. године, где је Џозеф Либерман био потпредседнички кандидат Ала Гора. Неки су га означили као либерала, иако је себе описивао као „про-пословног, про-трговинског и про-економског раста.” Иако је заузео наводно умерене и конзервативне ставове о бројним питањима, стереотип га је дефинисао за многе гласаче.